# Destilería The Glenlivet
La destilería The Glenlivet es una destilería cerca de Ballindalloch, en Moray, Escocia, que produce whisky escocés de malta. Es la destilería legal más antigua de las Tierras Altas de Escocia. Se fundó en 1824 y ha funcionado casi ininterrumpidamente desde entonces.
La destilería permaneció abierta durante toda la Gran Depresión y su único cierre se produjo durante la Segunda Guerra Mundial. En la posguerra, la destilería Glenlivet creció hasta convertirse en una de las mayores destilerías de whisky de malta. La marca Glenlivet es el whisky de malta más vendido en Estados Unidos y la segunda marca de whisky de malta más vendida en todo el mundo después de Glenfiddich.
En la actualidad, la destilería es propiedad de la filial Chivas Brothers de la empresa francesa de bebidas alcohólicas Pernod Ricard, que también supervisa la producción de 5.900.000 litros de whisky al año. La mayor parte de esta producción -suficiente para 6 millones de botellas- se vende como whisky de malta The Glenlivet, y el resto se utiliza en las marcas de whisky mezclado de Pernod Ricard.

## Producción
La destilería extrae el agua de Josie's Well y de otros manantiales situados a poca distancia de la destilería. La malta procede de Crisp Maltings, Portgordon. Los alambiques de Glenlivet tienen forma de linterna y cuellos largos y estrechos, lo que contribuye a producir un espirituoso de sabor ligero.
La destilería cuenta con 7 alambiques de lavado con una capacidad de 15.000 litros cada uno y 7 alambiques de aguardiente con una capacidad de 10.000 litros. A continuación, el aguardiente se madura en barricas de roble.
Glenlivet está clasificada como una destilería de Speyside. En 2016, la gama de The Glenlivet constaba de 14 whiskies.
La principal gama de productos de la destilería es la gama The Glenlivet de whisky escocés de malta única, pero el whisky de la destilería también se utiliza en la producción de otras marcas de Pernod Ricard, incluidas las marcas de whisky Chivas Regal y Royal Salute.
El embotellado de The Glenlivet se realizaba en una planta de embotellado de Chivas Brothers en Newbridge, a las afueras de Edimburgo, pero esa planta se vendió a finales de 2009 y el embotellado se trasladó a otras plantas de Chivas Brothers.
En 2008, The Glenlivet anunció planes de expansión de la destilería para hacer frente al aumento de la demanda. Esto incluye la instalación de una nueva cuba de maceración, nuevos alambiques y nuevos lavaderos. La ampliación costó el equivalente a 15 millones de dólares y aumentó significativamente la capacidad. En septiembre de 2015, la empresa puso la primera piedra de otra ampliación.

## Historia
Las destilerías ilícitas eran habituales en toda la zona de Speyside desde 1700, pero se dejaron de utilizar en gran medida con la aprobación de la Ley de Impuestos Especiales en 1823. Fue en virtud de esta legislación que se pudieron crear destilerías legales, sujetas a la posesión de una licencia. Alexander Gordon, 4º duque de Gordon, fue supuestamente clave en la aprobación de esta ley. Aunque no hay constancia histórica de su implicación en el asunto, su inquilino, George Smith, que por aquel entonces explotaba una destilería ilícita en su granja de Upper Drummin, se convirtió en la primera persona en Escocia en solicitar y recibir una licencia para producir legalmente bebidas espirituosas.
La decisión de George Smith resultaría ser una decisión impopular; todos los demás destiladores operaban ilegalmente en aquel momento y esperaban que la nueva Ley de Impuestos Especiales fuera derogada, algo que no ocurriría si algunos destiladores aceptaban la nueva ley. Se profirieron amenazas contra Smith, por lo que George Gordon le proporcionó dos pistolas para que las utilizara con el fin de garantizar su propia seguridad y la de la destilería. En 1824, George y su hijo menor John Gordon Smith fundaron la destilería The Glenlivet en Upper Drumin.
George Smith fundó una segunda destilería en 1849, llamada Cairngorm-Delnabo Distillery, pero en 1855 o 1856 ambas destilerías funcionaban a pleno rendimiento y no podían satisfacer la creciente demanda. El funcionamiento de dos instalaciones separadas también estaba resultando difícil y caro, por lo que en esa misma época se planificó la construcción de una nueva destilería más grande, más abajo, en Minmore. La construcción de esta nueva destilería estaba en marcha cuando la antigua destilería de Upper Drumin fue destruida por un incendio en 1858. La construcción de la nueva destilería de Minmore se aceleró y el equipo rescatable de la destilería de Upper Drumin se transfirió a la nueva destilería de Minmore. La destilería de Delnabo se cerró al mismo tiempo y las mejores partes del equipo también se transfirieron a la planta de Minmore. La producción comenzó en la nueva planta durante 1859 y fue más o menos al mismo tiempo que se formó la entidad legal de George & J.G. Smith, Ltd.
George Smith murió en 1871 y su hijo John Gordon Smith heredó la destilería. La calidad del producto de su destilería hizo que las demás destilerías de la zona cambiaran el nombre de sus productos por el de «Glenlivet» y, a la muerte de George, varios destiladores ya lo estaban haciendo. J.G. Smith decidió emprender acciones legales e intentó reclamar la propiedad del nombre The Glenlivet. Esta acción legal sólo tuvo éxito en parte: el veredicto obligó a los demás destiladores de la zona a dejar de llamar Glenlivet a su whisky y otorgó a J.G. Smith y al mezclador Andrew Usher el permiso exclusivo para utilizar la marca, pero permitió a otras destilerías unir el nombre de su destilería con el de «Glenlivet», lo que dio lugar a nuevos nombres de destilerías como The Glen Moray-Glenlivet Distillery, una destilería situada en las proximidades.
La destilería permaneció abierta durante la Gran Depresión, un acontecimiento que afectó a muchas otras destilerías; no fue hasta la Segunda Guerra Mundial cuando la destilería fue paralizada por primera vez, por decreto del Gobierno. Tras la Segunda Guerra Mundial, Gran Bretaña estaba muy endeudada y necesitaba exportar grandes cantidades de productos para obtener ingresos en el extranjero (principalmente dólares estadounidenses). La destilación era una industria ideal, ya que el whisky era muy demandado en el extranjero. Las restricciones a la destilación se levantaron rápidamente y la producción de la destilería alcanzó los niveles de antes de la guerra en 1947, a pesar de las continuas limitaciones de cebada, combustible y mano de obra. El racionamiento de pan se mantuvo hasta 1948 para garantizar el suministro de grano a las destilerías.
La destilería Glenlivet (George & J.G. Smith, Ltd.) se fusionó con la destilería Glen Grant (J. & J. Grant Glen Grant, Ltd.) en 1953 para formar The Glenlivet and Glen Grant Distillers, Ltd.. La empresa se fusionaría posteriormente con Hill Thomson & Co, Ltd. y Longmorn-Glenlivet Distilleries, Ltd. en 1970, antes de cambiar su nombre por el de Glenlivet Distillers Ltd. en 1972. Posteriormente, la empresa fue adquirida por la compañía canadiense de bebidas y medios de comunicación Seagram en 1977. Los intereses de Seagram en la producción de alcohol fueron adquiridos por Pernod Ricard y Diageo en 2000, y la propiedad de Glenlivet Distillers pasó a Pernod Ricard. Mientras que la destilería Glen Grant fue vendida al Grupo Campari en 2005, Pernod Ricard mantuvo el control sobre las marcas de whisky de malta Glenlivet y Aberlour.
The Glenlivet es el whisky de malta más vendido en Estados Unidos y el cuarto más vendido en el Reino Unido, con una cuota de mercado del 7%. The Glenlivet es el segundo whisky de malta más vendido del mundo, y sus ventas mundiales actuales ascienden a 6 millones de botellas al año.
En la actualidad, la destilería es una de las principales paradas de la Ruta del Whisky de Malta de Escocia, que incluye siete destilerías de malta de Speyside en la región escocesa de Strathspey. Durante la visita a Glenlivet (previo pago de una tasa), los visitantes pueden degustar tres de los productos.
En mayo de 2021, semillas de cebada de la destilería viajaron a la Estación Espacial Internacional a bordo de un cohete Space X para probar las condiciones extremas del espacio exterior. Las semillas se plantarán y se destilarán en una malta única.

## Extensión
El Príncipe de Gales inauguró el 5 de junio de 2010 una nueva ampliación con una tina de macerado adicional, ocho tanques de fermentación o washbacks y 6 alambiques. La capacidad de la destilería ha aumentado un 75%.

## Productos

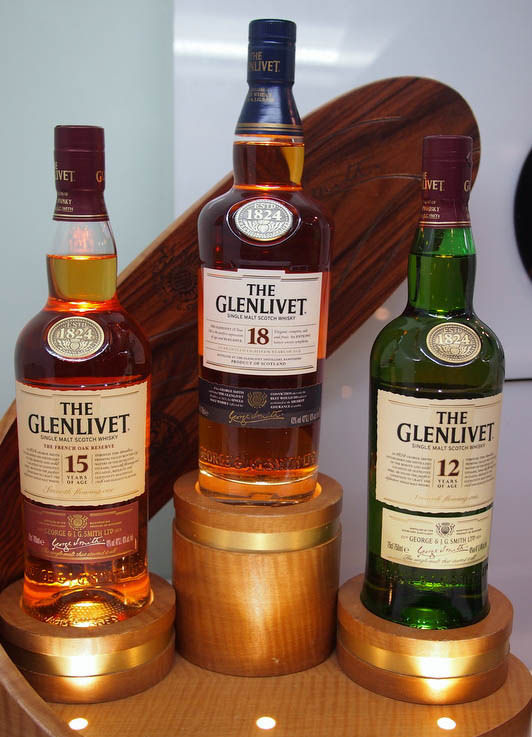
Botellas de Glenlivet

#### Gama Principal
- The Glenlivet Reserva del Fundador
- The Glenlivet Reserva del Capitán
- The Glenlivet 12 Años
- The Glenlivet 14 Años
- The Glenlivet 15 Años Reserva roble francés
- The Glenlivet Nàdurra 16 Años
- The Glenlivet 18 Años
- The Glenlivet Archive 21 Años
- The Glenlivet XXV 25 Años

#### Ediciones limitadas - Colección de bodega
- The Glenlivet Cellar Collection 1972 Cask Strength
- The Glenlivet Cellar Collection 1959 Cask Strength
- The Glenlivet Cellar Collection 1964 Cask Strength
- The Glenlivet Cellar Collection 1967
- The Glenlivet Cellar Collection Acabado Roble Francés 1983
- The Glenlivet Cellar Collection Acabado Roble Americano 30 Años

#### Venta al por menor en lugares de viajes[24]
Estas botellas sólo están disponibles en el mercado minorista de viajes, como aeropuertos y transbordadores.
- The Glenlivet 12 Años First Fill
- The Glenlivet 15 Años

Otros productos
- Glenlivet 70yo 1940/2010 (45,9%, Gordon & MacPhail, Generations, sherry butt, C#339, 100 Bts.)
- Glenlivet Alpha
- Glenlivet Cipher

## Premios y reseñas
Los productos de Glenlivet han sido evaluados con frecuencia en concursos de bebidas espirituosas y, por lo general, han cosechado elogios relativamente elevados. El Glenlivet 18 años es quizás el más condecorado de todos, con cinco medallas dobles de oro en el San Francisco World Spirits Competition (Concurso Mundial de Bebidas Espirituosas de San Francisco) entre 2005 y 2012 y puntuaciones ligeramente menos impresionantes en el Beverage Testing Institute y Wine Enthusiast. El Nadurra 18 años obtuvo una medalla doble de oro en el San Francisco World Spirits Competition de 2010 y una puntuación de 94 (sobre 100) en el mismo año en el Beverage Testing Institute. Otros resultados notables son:
- The Glenlivet 12 años Single Malt: Cuatro medallas de plata y una de oro entre 2005 y 2010 en la San Francisco World Spirits Competition.
- The Glenlivet 15 años French Oak Reserve Single Malt: medalla de oro en la San Francisco World Spirits Competition de 2009.
- The Glenlivet 16 años Nàdurra Single Malt: medalla de plata en la San Francisco World Spirits Competition de 2009.
- The Glenlivet 21 años Single Malt: dos oros dobles, un oro y una plata en el San Francisco World Spirits Competition entre 2007 y 2010 y puntuaciones de 94 y 93 en el Beverage Testing Institute entre 2009 y 2010.
- The Glenlivet XXV (25 años) Single Malt: medalla de plata en la San Francisco World Spirits Competition de 2009 y una puntuación de 95 del Beverage Testing Institute en 2010[27].